# Вікрам (2022)
«Вікрам» (англ. «Vikram», там. விக்ரம்) — індійський тамільський бойовик-трилер 2022 року, написаний і знятий Локешем Канагараджам і продюсером Raaj Kamal Films International. У фільмі зіграли Камаль Хасан, Віджай Сетупаті та Фахад Фаасіл. Крім того, Калідас Джаярам, Нараїн та Чембан Вінод Хосе грають другорядні ролі, а Сурья Шівакумар виконує епізодичну роль. Саундтрек і партитура фільму написані Анірудом Равічандером, операторською роботою займається Гіріш Гангадхаран, а монтажем — Філомін Радж. У фільмі, що є продовженням Кайті (2019), розповідається про те, як загін чорних операцій, очолюваний Амаром, вистежує бойовиків у масках, в той час як він дізнається про групу наркосиндикату під назвою Ветті Вагаяра, очолювану Сандханамом, яка хоче, щоб зниклі ліки доставили босу на ім'я Ролекс.
Фільм є духовним наступником однойменного фільму 1986 року, в якому також знявся Хасан. У фільмі також є реміксована версія пісні з фільму 1986 року. «Вікрам» є прямим продовженням фільму «Каїті» 2019 року знятого на майданчиках кінематографічного всесвіту Lokesh (LCU). Основні зйомки фільму розпочалися в липні 2021 року і закінчилися в лютому 2022 року, коли зйомки проходили в індійському штаті Тамілнаді у містах Караїкуді, Ченнаї, Пондічеррі та Коїмбатурі. «Вікрам» вийшов на екрани 3 червня 2022 року і отримав позитивні відгуки критиків.

## Сюжет
Після того, як інспектор Беджой перехопив незаконну партію наркотиків Адайкалам і Анбу, Амара, керівника групи чорних операцій, викликає комісар поліції Хосе, щоб притягнути до суду групу бойовиків у масках, які вбили Стівена Раджа (після його арешту та подальшого звільнення), помічника комісара поліції Прабханджана та його прийомного батька Карнана. Амар веде розслідування, досліджуючи життя Карнана, чиє вбивство здається недоречним, оскільки Карнан був звичайною людиною, а двоє інших були вищими посадовими особами відділу боротьби з наркотиками . Він дізнається про минуле Карнана. Під час розслідування Амар дізнається про зниклі контейнери, необхідні Сандханаму, який є частиною великої родини і керує злочинним синдикатом на ім'я Ветті Вагаяра . Сандханам хоче, щоб наркотики були доставлені його холоднокровному босу контрабандистові на ім'я Ролекс, особа якого нікому невідома. Якщо наркотики будуть доставлені, Rolex допоможе Сандханаму створити його власний уряд .
Тим часом Веерапандіан, який є членом банди Ветті Вагаяри, призначає зустріч з іншими гангстерами в приміщенні казино, де він знайомиться з іншим членом банди на ім'я Рудра Пратап, який знає місцезнаходження контейнерів з наркотиками. Вони замислюють доставити контейнери до Ролекса, минаючи Сандханам у цьому процесі. Однак люди в масках прибувають зненацька і вбивають Веерапандіана. Дізнавшись, що Вірапандіан є ціллю людей у масках зі флешки Карнана, знайденої в публічному будинку, який він відвідував, Амар переслідує їх і успішно захоплює одного з них, яким виявляється Беджой. Амар допитує Беджоя та дізнається, що члени синдикату вбили його сім'ю після того, як вилучили партію наркотиків. Розуміючи, що Рудра Пратап також є ціллю членів злочинного угрупування, Амар разом зі своєю командою вривається на весільну церемонію дочки Рудри Пратапа, куди той також запросив Сандханама для захисту, побоюючись за власну безпеку та життя сім'ї.
Люди в масках разом зі своїм лідером прибувають на весілля дочки Рудри Пратапа, де лідер, тримаючи його дочку в заручниках, тягне Рудри Пратапа і втікає з весілля. Він залишає тут деяких своїх підлеглих, щоб розібратися з Сандханамом, але Сандханам вбиває їх усіх. Амар переслідує людей в масках, де він протистоїть лідеру, який телефонує по відеозв'язку Сандханаму і знаходить Карнана, який насправді живийб бо зімітував свою смерть. Карнан вбиває Рудра Пратапа і втікає від поліції. Амар дізнається, що Карнан насправді Арун Кумар Вікрам, він же Вікрам, який був колишнім командиром загону чорних операцій Пілот Блек. Вікрам разом зі своєю командою з одинадцяти членів були розпущені після невдалої місії в 1991 році і оголошені терористами. Згодом на них полювали, і лише Вікраму та трьом іншим членам команди вдалося залишитися живими. Амар зустрічається з Хосе і хитрощами дізнається, що сам Хосе є кротом Сандханама у відділі.
Виявляється, що Сандханам був тим, хто вбив Прабханджана разом з допомогою Хосе, коли він дізнався про причетність Сандханама до Хосе. Хосе за допомогою Веерапандіана і Рудри Пратапа приховав вбивство, зробивши так, ніби воно було скоєне терористами. Амар організовує вибух бомби в будинку Сандханама, який знищує його нарколабораторію в підвалі, бунгало та партнера Еланго. Однак Сандханам (який повідомив Хосе) втікає разом із усією родиною. Хосе розкриває Сандханаму особистість Вікрама та Амара. Пізніше до в'язниці прибуває Вікрам і звільняє Беджоя та його команду. Сандханам жорстоко вбиває дружину Амара, Гаятрі, і направляє своїх людей для вбивства невістки та онука Вікрама в будинку Прабханджана, але Вікрам вчасно приходить і рятує їх. Однак член команди Чорного пілота Вікрама і помічник, агент Тіна, яка була під прикриттям як домашня помічниця, вбита, допомагаючи Вікраму. Розгублений смертю Гаятрі, Амар приєднується до банди Вікрама, щоб знищити Сандханама та його синдикат. Він їде до будинку Хосе і вбиває його, дізнавшись про його причетність до вбивства Гаятрі.
Виявляється, що причиною дій Вікрама є не помста, а особиста місія знищити наркосиндикат у місті, як він вирішив через смерть Прабханджана. Він також визнає, що Прабханджан був його власним біологічним сином. Після цього Вікрам разом із онуком добирається до порту Ченнаї, де заховані контейнери. Однак Сандханам дізнається про розташування контейнерів і зненацька атакує Вікрама. На чолі своєї команди Вікрам з допомогою гармати та ДШК розстрілює людей Сандханама і вбиває Сандханама. Однак решта членів його команди Чорних пілотів, агенти Уппіліаппан та Лоуренс, гинуть під час перестрілки, намагаючись захистити онука Вікрама. Амар оплакує смерть Гаятрі, і коли синдикат знищено, він наносить фарбою знак, щоб продовжити місію Вікрама, приєднавшись до його команди разом з Беджоєм.
Потім Анбу та Адайкалам разом із гангстерами, пов'язаними з Сандханамом, проводять зустріч у доках Сасун у Мумбаї зі своїм босом Ролексом. Адайкалам і Анбу розкривають причетність Діллі до наркозасідки, а люди Сандханама розкривають причетність Вікрама і Амара до знищення їхнього наркосиндикату. Ролекс оголошує величезну суму як нагороду за страту команди Діллі та Вікрама. Вони також показують поточне місцезнаходження Діллі в штаті Уттар-Прадеш і сім'ї Вікрама в Сан-Франциско . Однак, невідомий Ролексу та всім іншим на зустрічі, Вікрам ховається серед гангстерів і дізнається про нагороду, призначену його команді та Діллі.

## Актори
- Камал Хасан — Арун Кумар Вікрам, керівник загону Чорних пілотів 1987 року, інкогніто — Карнан
- Віджай Сетупаті — Сандханам, наркобарон і лідер банди «Ветті Вагаяра»
- Fahadh Faasil — агент Амар, командир загону «black-ops»
- Нараін — Інспектор Біджой
- Kalidas Jayaram — ACP Prabhanjan, Narcotics Bureau, син Вікрама
- Чембан Вінод Хосе — Начальник поліції Хосе
- Сантана Бхаратхі — агента Уппіліапана, спеціаліста з комунікацій 1987 року пілота Чорного загону, інкогніто — власника тренажерного залу
- Еланго Кумаравел — агент Лоуренс, спеціаліст зі зброї команди Black Black Pilot 1987 року, інкогніто — водій таксі.
- Васанті — агент Тіна, спеціаліст з психологічної війни загону Чорних пілотів 1987 року, інкогніто — Каліаммал.
- Гаятрі Шанкар — Гаятрі Амар, дружина Амара
- Сватішта Крішнан — дружина Прабханджана
- Г. Марімутху — комісар поліції
- Рамеш Тілак — Еланго, учасник Ветті Вагаяра
- Вінод — Мунна, учасник Ветті Вагаяра
- Арулдосс — Рудра Пратхап
- Готам Сундараджан — Вірапанд
- Майя С. Крішнан — супровід
- Sampath Ram — учасник Ветті Вагаяра
- Gokulnath — учасник Ветті Вагаяра
- Шрікумар — член Чорного загону
- Арунодаян — член Чорного загону
- Аніш Падманабхан — член Black Ops Squad
- Джаффер Садік — член «Ветті Вагаяра»
- Махешварі Чанакян — перша дружина Сантанама
- Шівані Нараянан — друга дружина Сантанама
- Міна Нандхіні — третя дружина Сантанама
- Сурья Шівакумар — Ролекс, король наркозлочинного синдикату (в епізодичній ролі)[13]
- Village Cooking Channel — команда (камео)

 
Крім того, Арджун Дас, Харіш Утаман, Діна, Харіш Пераді та крихітка Моніка з'являються в епізодах, -і повторюють свої ролі, Анбу, Адайкалам, Каматчі, Стівен Радж і Амудха з фільму Канагараджа 2019 року " Каїті ", а Карті повторює свою роль у ролі Діллі з того ж фільму, — голос за кадром .

## Виробництво

### Розроблення
Локеш Канагараджа підписав контракт з продюсерським домом Камала Хасана Raaj Kamal Films International, щоб зняти фільм для студії в листопаді 2019 року. Про що він раніше згадував про своє захоплення роботою Камала Хаасана, зазначивши, що два фільми актора, Sathya (1988) і Virumaandi (2004), вплинули на нього, щоб стати режисером. Незважаючи на узгодження умов, і режисер, і студія вирішили визначити пріоритетні зобов'язання щодо інших фільмів перед початком роботи з виробництва. Локеш передав Раджініканту сценарій запропонованого фільму в грудні 2019 року Проєкт, який був умовно названий Thalaivar 169, планувалося запустити в березні 2020 року . Незважаючи на хід обговорень, пандемія COVID-19 відтермінувала запуск фільму.
У вересні 2020 року Локеш анонсував інший проєкт, в якому Камаль Хаасан зіграє головну роль. Офіційний постер фільму був опублікований 16 вересня 2020 року під умовними назвами «Kamal Haasan 232», 232-й фільм Камала Хасана та Еванендру Нінайтхаї, популярна пісня з його фільму Vishwaroopam (2013), і в ньому Аніруд Равічандер озвучує музику для фільму, співпрацюючи з Камалом Хаасаном і Локешем вдруге після Indian 2 і Master. Команда зняла рекламний тизер фільму в жовтні 2020 року в Ченнаї, дотримуючись правил безпеки щодо COVID-19, запропонованих урядом Індії. Приурочивши до 66-річчям актора, 7 листопада 2020 року, автори оприлюднили тизер фільму за участю Камала Хаасана, у якому вперше зявилася назва фільму — Вікрам, повторення попереднього однойменного фільму з цим же актором у головній ролі, який вийшов на екрани в 1986 році.
Після зобов'язань Камала Хаасана під час виборів до законодавчої асамблеї Таміл Наду 7 квітня Локеш Канагараджа опублікував допис у своїх соціальних мережах, передбачаючи, що підготовчі роботи для фільму почалися. Оскільки Хаасан вирішив зніматися для фільму лише після результатів виборів, оскільки він брав участь у виборчому окрузі Коїмбатор Південний, він зажадав від Локеша внести зміни до сценарію, однак зйомки було відкладено через пандемію. Спочатку він планувався як єдиний графік зйомок на 60 днів за новою технологією, яка скорочує дні виробництва фільму. Повідомлялося, що у фільмі Камаль Хаасан зіграє відставного поліцейського, а в ЗМІ звернули увагу, що він одягне форму кольору хакі для цього фільму після 15-річної перерви у фільмі Гаутама Васудева Менона «Веттайяаду Вілаяаду» (2006). Повідомлялося, що у фільмі він має густу бороду. Локеш Канагараджа повідомив, що використовує технологію старіння для фільму для фрагментів флешбеків. Врешті решт було повідомлено, що вартість флешбека у повному обсязі становить близько 10  рупій, особливо за технологію, використану у фільмі. У квітні 2022 року Локеш подав сценарій фільму в Бюро авторських прав у Нью-Делі для отримання законних авторських прав.

### Кастинг
Локеш залучив до свого технічного персоналу, оператора Сатьяна Сооряна і редактора Філоміна Раджа, які раніше працювали з режисером у його проєктах для фільму. Однак через конфлікти в розкладі Суряна замінив Гіріш Гангадхаран, у своєму другому тамільському фільмі після «Саркара» (2018), включення якого пізніше було підтверджено Локешем у липні 2021 року . До складу технічної групи фільму увійшли хореографи -близнюки Анбарів. Це ознаменувало другу співпрацю дуету з Lokesh після Kaithi (2019), де вони отримали нагороду за сцени з постановки трюків.
Спочатку Рагхаву Лоуренса звернулися до ролі антагоніста у фільмі в березні 2021 року, однак він вийшов з проєкту через свої попередні зобов'язання. У квітні 2021 року Фахад Фаасіл підтвердив свою участь у фільмі, де його побачать як політика. Фільм став третім проєктом Фахада тамільською мовою після Velaikkaran (2017) і Super Deluxe (2019). У травні 2021 року Віджай Сетупаті оголосив про свою участь у проєкті, співпрацюючи з Локешем вдруге після Master і вперше з Камалом Хаасаном. Він також, описав роль лиходія Віджая, як одну зі своїх улюблених, що відрізняється від головної ролі Віджая в «Майстрі». Ентоні Варгезе, який раніше вийшов з попереднього фільму режисера «Майстер», посилаючись на проблеми з датою, погодився зіграти невід'ємну роль у фільмі, таким чином зробивши її дебютом у тамільському кіно. З'ясувалося, що Арджун Дас був запрошений на роль у фільмі, у його третій поспіль колаборації з режисером Локешем після Каїті і Майстра. Нараїн, який з'явився у ключовій ролі в «Каїті» Локеша, також взяв участь у цьому проєкті.

### Зйомка
Основна зйомка фільму розпочалася з фотосесії 16 липня 2021 року Команда розпочала зйомки за першим графіком фільму в Караїкуді 6 серпня, які врешті-решт було відкладено, оскільки зйомки «Етарккума Туніндхавана» Сурії проходили в тому ж місці, і знімальна група мала розпочати зйомки лише після того, як члени групи покинуть цю локацію, відповідно до правил безпеки в умовах пандемії COVID-19. Перший етап зйомок розпочався 20 серпня, а зйомки проходили протягом місяця в Караїкуді. Команда розпочала другий етап фільму в Ченнаї 19 вересня, а пізніше переїхала в Пудучеррі, щоб знімати подальші сцени. Пізніше 2 жовтня 2021 року зйомки другого етапу фільму були завершені. 13 жовтня режисери розпочали зйомки третього етапу фільму. Команда планувала знімати два кадри в Музеї поліції Таміл Наду протягом чотирьох днів, включаючи два дні знімальних робіт 24–25 жовтня та два дні зйомок 27–28 жовтня 2021 року, але чиновники відмовили у дозволі на зйомки там, посилаючись на обмеження через пандемію. Згодом творці вирішили відкласти зйомки, оскільки їм потрібна була альтернативна локація.
Команда розпочала завершальний етап 17 листопада 2021 року в Коїмбатурі зі сценами з Хаасаном, Сетупаті та Фаасілом. Однак зйомки були припинені після того, як у Камаля Хасана був діагностований COVID-19 після його подорожі до Сполучених Штатів Америки на відкриття свого бренду одягу. Це призвело до того, що команда знімала основні сцени трюків у приміщенні. Під час цього розкладу в Коїмбатурі було знято сюжет з понад 50 пошкодженими автомобілями, і після покращення стану здоров'я актора команда вирішила перенести місце зйомок до Бінні Міллс, де їх продовжити. Зйомки відновилися 10 грудня 2021 року, коли були заплановані важливі сцени з іншими акторами, а пізніше Хаасан приєднався до знімальних майданчиків 22 грудня.
Наприкінці грудня 2021 року команда продовжила знімати декілька кадрів у будинку, розташованому на Іст-Кост-роуд, у швидкому темпі. Однак на початку січня зйомки довелося зупинити після того, як кілька техніків, які працювали над фільмом, були заражені на COVID-19. Одночасно зросла вартість виробництва, оскільки орендна плата за будинок була колосальною навіть у дні без зйомок. Крім того, медичні зобов'язання Хаасана та його участь у шоу Bigg Boss Ultimate ще більше затягнули зйомки, що призвело до того, що команда пропустила весь графік. У зв'язку зі зростанням захворюваності на COVID-19 у Таміл Наду команда планувала знімати фільм з мінімальною кількістю знімальної групи. 24 січня 2022 року команда зняла кілька серій у приміщенні театру Веттрі в Хромпеті (Ченнаї). Нарешті зйомки розпочадися 5 лютого 2022 року, а сцени зіткнення з Хаасаном і Сетупаті знімалися протягом 15 днів.
Щоб визначити пріоритети для зйомок фільму, Хаасан пішов з посади ведучого шоу Bigg Boss Ultimate і взяв участь у зйомках печворку. 1 березня 2022 року було оголошено, що зйомки фільму повністю завершені.

## Музика
Саундтрек та фонова музика до фільму написані Анірудом Равічандером. Це його третя співпраця з Локешем Канагараджам та друга з Камалом Хасаном після <i id="mwAac">Master</i> і Indian 2, відповідно. Права на музику були придбані Sony Music India . Аудіопрезентація фільму відбулася під час грандіозного шоу на критому стадіоні імені Джавахарлала Неру в Ченнаї 15 травня 2022 року

## Маркетинг
У рамках реклами фільму, у співпраці з Південними залізницями, маркетингова команда розробила плакати фільму на локомотивних поїздах, що курсують по Індії. Raajkamal Films International співпрацювала з Fantico та Lotus Metaentertainment від Vistas Media Capital для запуску фільму на платформі метавсесвіту Vistaverse. Крім того, Vistaverse оголосила про запуск утиліт через невзаємозамінні токени (NFT) на Каннському кінофестивалі 2022 року 18 травня 2022 року . Аудіо та театральний трейлер фільму були одночасно запущені на грандіозній аудіо-заході, що відбувся в Ченнаї 15 травня 2022 року, і всі акторські та знімальна групи, які відвідали захід, а також актор Сімбу, режисер Па. Ранджит та актриса Радхіка відвідали захід перед випуском як найголовніші гості. 
Переглядаючи трейлер фільму, The Hindu заявив, що «фільм режисера Локеша Канагараджа з'являється на основі двох попередніх хітів — Kaithi та Master — і очікування від проєкту величезні, продюсерами якого є Raaj Kamal Films International (RKFI) та Red Giant. Цікаво, що „Вікрам“ також називався пригодницьким бойовиком 1986 року режисера Раджасекара, серед інших у головних ролях Камаль Хаасан та Сатьярадж» . Hindustan Times після огляду трейлера написала: «Хоча трейлер майже не відповідає сюжету, він пропонує лише проблиск грандіозного масштабу дії фільму. Він наповнений зброєю, вибухами та гангстерами»

## Реліз

### У кінотеатрах
«Вікрам» вийшов на екрани 3 червня 2022 року Спочатку його запланували на середину квітня 2022 року . Пізніше прем'єру фільму було перенесено на 31 березня, а згодом на 29 квітня, а ще потім на червень 2022 року. Це відбувалося обидва рази після того, як продюсери відкоригували дату виходу через планування кількох інших великобюджетні фільми та затримки виробництва через пандемію COVID-19.
Фільм також буде продубльовано мовами гінді та телугу, як у версіях на телугу, так і на гінді під назвою Vikram Hitlist.

### Розповсюдження
Кілька експертів з торгівлі стверджували, що фільм «найгарячіший у світі». Фільм приніс прибутку близько 26 млн доларів до релізу, з включенням прав на демонстрацію на супутниках, цифрову, аудіо та на гінді. Права на дубляж фільму на гінді продані за 4,9 млн дол. Права на дубляж фільму на гінді були продані Goldmines Telefilms ще до оголошення про прокат у кінотеатрах. Наприкінці березня 2022 року фільм «Червоний гігант» Удхаяніді Сталіна придбав права на прокат фільму в Тамілнаді. Розповсюдження фільму в Північній Індії здійснюватиметься Pen Marudhar Entertainment . Права на фільм у штаті Керала були придбані Shibu Thameens HR Pictures за 1 млн дол. Shree Karpaga Vinayaga Film Circuits придбала права на розповсюдження фільму в Карнатаці .

### Home media
Наприкінці лютого 2022 року було оголошено, що права на супутникове та цифрове розповсюдження були придбані компанією Star India Network за 15 млн дол. Права на цифрову трансляцію фільму продані Disney+ Hotstar, і прем'єра відбудеться в серпні незабаром після виходу в прокат. Супутникові права на фільм продані Star Vijay .

## Прийом

### Каса
Глядачі фільму Вікрам під час перегляду в кінотеатрах заплатили за квитки 13,5 млн дол. в Індії та майже 7 млн долл за кордоном, що призвело до збору в перші вихідні понад 20 млн дол. по всьому світц.
У перші вихідні фільм понад 1,7 млн дол. у США, понад 0,5 млн дол. у Великій Британії та 475 тис. дол.0 в Австралії. Фільм зібрав 29-30 млн дол. по всьому світу за перші п'ять днів прокату.

### Реакція критиків
Вікрам отримав дуже позитивні відгуки критиків. Дів'я Наїр з Rediff оцінила фільм на 4 зірки з 5 і написала: «Вікрам — це мачо-блокбастер, який не можна пропустити, з достатньою кількістю цікавих моментів». Саундар'я Атімутху з The Quint оцінив фільм на 4 зірки з 5 і написав: «Локеш Канагараджа навантажив Вікрама батальйоном персонажів, але він переконався, що всі вони мають належний потенціал для виконання, хоча деякі можуть мати менше екранного часу, зокрема Улаганаяяган».
Критик Pinkvilla оцінив фільм на 3,5 з 5 зірок і написав: «Камаль Хаасан — візуальне задоволення в цьому бойовику». Ашаміра Айяппан з Firstpost оцінила фільм на 3,5 з 5 зірок і написала: «Один погляд на Камала Хасана у „Вікрамі“ Локеша Канагараджа, і ви просто знаєте, що він КОЗАЛ». Соумія Раджендран з The News Minute оцінила фільм на 3,5 із 5 зірок і написала: «Локешові треба аплодувати за те, що він не витрачав час на вшанування шанувальників суперзірки на борту та продовжував розповідати історію». Шубхам Кулкарні з Koimoi оцінив фільм на 3,5 зірок із 5. Манодж Кумар з The Indian Express оцінив фільм на 3,5 із 5 зірок і написав: "Вікрам — це лише початок. У кульмінації Локеш дражнить принаймні трьома окремими фільмами, які можуть вийти згодом. Критик Zee News оцінив фільм на 3,5 із 5 зірок і написав: «Вікрам зацікавлює, якщо дивитися на нього як на екшен». Вівек М. В. із Deccan Herald оцінив фільм на 3,5 із 5 зірок і написав: «Локеш знайшов свій власний почерк, і його швидке, але чудове зростання обіцяє гарні перспективи». Джош Хуртадо з The Austin Chronicle оцінив фільм на 3,5 з 5 зірок і написав: «Неймовірно бурхливий фоновий фон від Аніруда Равічандра та кілька дуже веселих сюрпризів, Вікрам безперечно є одним із найкращих тамільських фільмів року».
Лакшмі Субраманіян із Тижня оцінив фільм на 3,5 із 5 зірок і написав: "Вікрам насичений захоплюючими моментами з першої хвилини. З технічною перевагою та приголомшливим кастингом, перша половина — цікаво проведений час, тоді як розповідь та кілька довгих розмов стомлюють вас у другій половині . Сайбал Чаттерджі з NDTV оцінив фільм на 3 зірки з 5 і написав: «Камаль Хаасан чудовий. Віджай Сетупаті розкриває запеклого злочинця, чиє знесилене серце і розгублений розум штовхають його в дивовижних напрямках» .
М. Сугант з The Times Of India оцінив фільм на 3 із 5 зірок і написав: «У фільмі, наповненому героями бойовиків, найбільший масовий момент відбувається у сцені з жіночими персонажами. Вікраму потрібно було ще кілька таких моментів, щоб він був справді незабутнім» Гаутаман Бхаскаран із News 18 оцінив фільм на 2,5 із 5 зірок і написав: «Вікрам — це драма, драма, драма, в якій режисер не тільки відкусив більше, ніж може прожувати, але й виявляє своє неперевершене захоплення Камалом Хасаном».